# Кость Ярослав Васильович
Яросла́в Васи́льович Ко́сть (17 червня 1974 — 12 лютого 2015) — солдат Збройних сил України.

## Життєпис
Народився в Приморському краї. Проживав на Закарпатті, в селі Лавки.
У часі війни мобілізований, майстер групи регламенту та ремонту, 128-ма окрема гірсько-піхотна бригада.
12 лютого 2015-го загинув під час артилерійського обстрілу терористами під Дебальцевим; у тому бою загинув і майор Віталій Постолакі. Вважався зниклим безвісти. Про загибель повідомили брат та швагро, які на той час також перебували у лавах ЗСУ.
Без Ярослава лишились дружина, двоє дітей — 14-літня донька й 7-літній син.
7 березня 2015-го похований в селі Лавки, Мукачівський район.

## Нагороди
За особисту мужність і героїзм, виявлені у захисті державного суверенітету та територіальної цілісності України, вірність військовій присязі під час російсько-української війни, відзначений — нагороджений
- орденом «За мужність» III ступеня (посмертно)